# Daniel Arroyave Cañas
Daniel Arroyave Cañas (Yarumal, 19 juni 2000) is een Colombiaans wielrenner.

## Carrière
Arroyave won in 2018 zowel het eindklassement als de 4de etappe in de Ronde van Colombia. In 2020 werd hij belofte kampioen van Colombia. In 2021 tekende hij een contract bij EF Education-Nippo. In 2022 kwam Arroyave vrijwel niet aan koersen toe. Na dit seizoen zette de Colombiaan een stap terug naar zijn voormalige team Orgullo Paisa. In 2024 reed hij opnieuw op continentaal niveau voor het Colombiaanse GW Erco Shimano.

## Overwinningen
2020
- Colombiaans kampioen op de weg, beloften
- 2e etappe Clásica de Rionegro

## Resultaten in voornaamste wedstrijden
|      | \| Jaar \| Gent-Wevelgem \| Amstel Gold Race \| Ronde van Lombardije \| \| ---- \| ------------- \| ---------------- \| -------------------- \| \| 2021 \| opgave \| opgave \| opgave \| |                  |                      |
| Jaar | Gent-Wevelgem | Amstel Gold Race | Ronde van Lombardije |
| 2021 | opgave | opgave           | opgave               |

## Ploegen
- 2019 –  Orgullo Paisa
- 2019 –  Team Novak
- 2021 –  EF Education-Nippo
- 2022 –  EF Education-EasyPost
- 2023 –  Orgullo Paisa
- 2024 –  GW Erco Shimano

Arroyave Cañas · Barta · Beppu · Van den Berg · Bettiol · Bissegger · Caicedo · Camargo · Carr · Carthy · Cort · Craddock · Docker · El Fares · Van Garderen tot en met 21 juni · Guerreiro · Higuita · Hofland · Howes · Keukeleire · Langeveld · Morton · Nakane · Owen · Powless · Rutsch · Scully · Urán · Valgren · Whelan
Arroyave Cañas · Bettiol · Bissegger   · Caicedo · Camargo · Carr · Carthy · Cepeda (vanaf 1/8) · Chaves · Cort · Doull · Eiking · Guerreiro · Healy · Howes (tot 31/7) · Keukeleire · Kudus · Langeveld · Morton (tot 31/7) · Nakane · Padun · Piccolo (vanaf 1/8) · Powless · Quinn · Rutsch · Scully · Shaw · Steinhauser · Urán · Valgren · J. van den Berg · M. van den Berg · Wiśniowski